# Cromoforo

Cromofori comuni

Con il termine cromoforo si definisce, in senso ampio, un gruppo di atomi capaci di conferire colorazione ad una sostanza. Più specificamente, un cromoforo rappresenta un atomo o gruppo di atomi di una entità molecolare responsabili dell'insorgere di una data banda spettrale a seguito di una transizione elettronica. Ciò è possibile in quanto la configurazione degli orbitali molecolari consente transizioni elettroniche dovute all'assorbimento di radiazione visibile e assorbimento nell'UV non lontano; risultano quindi escluse le transizioni σ → σ*. In genere, tutti i gruppi insaturi possono definirsi cromofori, in particolare: C≡C, C=C, C=N, C=O, C=S, N=N, N=O, sistemi polienici, anelli aromatici ecc. Sono cromofori anche gli elementi dei blocchi d ed f.
Le transizioni responsabili del carattere cromoforo sono dei seguenti tipi:
- {\displaystyle \pi \to \pi ^{*}}
- {\displaystyle n\to \sigma ^{*}}
- {\displaystyle n\to \pi ^{*}}

Dei particolari gruppi cromofori, in grado di generare colorazione fluorescente o fosforescente in determinate condizioni, sono chiamati fluorofori.
Una caratteristica associata ai vari gruppi cromofori è la lunghezza d'onda di assorbimento, calcolabile tramite la relazione di Planck
{\displaystyle \lambda ={\frac {hc}{{\Delta }E}}}
dove {\displaystyle h} è la costante di Planck, {\displaystyle c} è velocità della luce e {\displaystyle \Delta E} è la variazione di energia legata alla transizione.
Altra caratteristica peculiare è il coefficiente di estinzione molare specifico che è possibile ricavare approssimativamente da una derivazione dalla meccanica statistica semplificata:
{\displaystyle \varepsilon =9\cdot 10^{19}SP}
dove {\displaystyle S} è la superficie del cromoforo (cm2) e {\displaystyle P} è la probabilità associata alla transizione in oggetto.
Nello studio delle transizioni dei cromofori non bisogna inoltre dimenticare di applicare le regole di selezione, che distinguono le transizioni permesse da quelle proibite.
Un gruppo funzionale con orbitali non leganti n (come -OH,-OR,-NH2,-NHR,-NR2,-X...) legato a un cromoforo, può portare a un aumento dell'effetto batocromico e ipercromico, in questo caso si parla di gruppi auxocromi.

## Effetto dei sostituenti, della coniugazione e del solvente
L'intorno chimico di un cromoforo e l'effetto della solvatazione influenzano la lunghezza d'onda di assorbimento e il coefficiente di estinzione molare. In particolare, i gruppi della molecola che ne influenzano l'assorbimento sono detti auxocromi. Gli effetti che ne scaturiscono sono i seguenti:
- Effetto batocromo. Corrisponde ad un aumento della λ di assorbimento dovuto a variazione dell'energia degli orbitali di frontiera. Spostamento verso il rosso.
- Effetto ipsocromo. È un effetto opposto al precedente, in cui la variazione di energia legata alla transizione provoca spostamento di λ verso valori inferiori. Spostamento verso il blu.
- Effetto ipercromico. Aumenta il valore di ε sia a causa dell'aumentata probabilità di transizione, sia a causa dell'aumento della superficie S, ne consegue un aumento dell'intensità della banda.
- Effetto ipocromico. Consiste nell'abbassamento del valore di ε dovuto a cause opposte alle precedenti, ne consegue quindi una riduzione dell'intensità della banda.